# Philodromus jabalpurensis
Philodromus jabalpurensis là một loài nhện trong họ Philodromidae.
Loài này thuộc chi Philodromus. Philodromus jabalpurensis được Pawan U. Gajbe & Pawan U. Gajbe miêu tả năm 1999.